# Gigasiphon gossweileri
Gigasiphon gossweileri là một loài thực vật có hoa trong họ Đậu. Loài này được (Baker f.) Torre & Hillc. miêu tả khoa học đầu tiên.